# Monstropalpus helleri
Monstropalpus helleri är en skalbaggsart som först beskrevs av Franz 1953.  Monstropalpus helleri ingår i släktet Monstropalpus och familjen långhorningar. Inga underarter finns listade i Catalogue of Life.